# Francis Kiprop
Francis Kipkorir Kiprop (4 juni 1982), is een Keniaanse langeafstandsloper, gespecialiseerd in de wegatletiek. Zijn beste resultaten zijn een tweede plaats in de marathon van Berlijn en overwinningen in de marathon van Peking en de marathon van Milaan.

## Loopbaan
In 2001 liep Kiprop zijn eerste internationale wedstrijd buiten Afrika. Zijn debuut bij de Papendal Games bekroonde hij met goud op de 5 km met een tijd van 13.35,24. Later dat jaar werd hij tweede in de Warandeloop.
In Doha (Qatar) werd hij in 2002 derde in de Million Dollar Road Race die gewonnen werd door hardlooplegende Haile Gebreselassie, die daarvoor 1 miljoen Amerikaanse dollars ontving.
Tijdens de 4 Mijl van Groningen won Kiprop zilver in 2004. In de halve marathon van Udine werd hij derde in 2005. In 2006 liep Kiprop zijn eerste marathon in Parijs, die hij achtste eindigde. In het najaar werd hij derde in de Dam tot Damloop. Tijdens de City-Pier-City Loop liep hij een persoonlijk record met 1:00.17 en won daarmee het brons.
Vanaf 2007 werd de marathon het speerpunt van Kiprop. In de periode tot 2016 liep hij zestien marathons. In 2009 won hij zilver in de prestigieuze marathon van Berlijn met een tijd van 2:07.04. Wederom moest hij Gebreselassie voor zich dulden. In 2010 won hij brons in de halve marathon van Portugal. Hij werd derde in de marathon van Madrid in 2011 en in 2012 was Kiprop de winnaar van de marathon van Peking. In 2013 liep hij wederom de marathon van Madrid, maar dit keer was hij de winnaar. In 2014 won hij de marathon van Milaan.

## Persoonlijke records
Baan
| Onderdeel | Prestatie | Datum            | Plaats            |
| --------- | --------- | ---------------- | ----------------- |
| 3000 m    | 7:46.13   | 16 juni 2002     | Villeneuve-d'Ascq |
| 5000 m    | 13:05.81  | 16 juli 2002     | Stockholm         |
| 10.000 m  | 27:36.78  | 30 augustus 2002 | Brussel           |

Weg
| Onderdeel      | Prestatie | Datum             | Plaats    |
| -------------- | --------- | ----------------- | --------- |
| 10 km          | 27.49     | 11 december 2002  | Doha      |
| 15 km          | 42.29     | 17 maart 2007     | Den Haag  |
| 20 km          | 56.58     | 17 maart 2007     | Den Haag  |
| halve marathon | 1:00.17   | 17 maart 2007     | Den Haag  |
| 25 km          | 1:14.20   | 8 mei 2005        | Berlijn   |
| 30 km          | 1:30.24   | 21 oktober 2007   | Amsterdam |
| marathon       | 2:07.04   | 20 september 2009 | Berlijn   |

## Palmares

### 3000 m
- 2001:  International Lausitzer LA-Meeting Cottbus - 7.57,77
- 2002:  Internationalespfingstsportfest in Rehlingen - 8.00,00
- 2002:  Fortis International Pekkers Meeting in Izegem - 7.50,8
- 2002: 4e Meeting du Nord in Villeneuve d'Ascq - 7.46,13
- 2002:  Bayer Meeting in Leverkusen - 7.49,12

### 5000 m
- 2001:  Papendal Games - 13.35,24
- 2002: 5e DN Galan - 13.05,81
- 2003:  Athletics Kenya Fifth Weekend Meeting in Eldoret - 14.07,8
- 2003: 9e Keniaans WK Trials - 13.40,4

### 10.000 m
- 2001:  KAA Weekend Meeting in Nairobi - 29.04,8
- 2004: 5e FBK Games - 27.39,56
- 2004: 5e Keniaanse Olympische Trials in Nairobi - 28.42,4
- 2004: 5e Afrikaanse kamp. in Brazzaville - 28.51,65

### 5 km
- 2014: 4e Coesfelder Citylauf - 16.17

### 10 km
- 2002: 4e Eldoret Road Race - 28.49
- 2002:  Million Dollar Road Race in Doha - 27.49
- 2003:  Coesfelder Citylauf - 30.25
- 2003:  DEULUX Lauf in Langsur - 30.47
- 2004:  Internationaler Konzer Citylauf - 30.36
- 2004:  National Ports Authority in Port Elizabeth - 28.03
- 2004:  Citylauf in Siegen - 30.30
- 2005: 4e Counseil General in Marseille - 28.25
- 2005: 5e Trierer Stadlauf - 30.44
- 2006:  Ralinger Sauertal-Volkslauf in Ralingen - 30.31
- 2007:  Xantener Citylauf - 30.31
- 2007:  Strassenlauf Orenhofen - 30.54
- 2014:  Erftstadtlauf - 32.47

### 15 km
- 2001: 4e Montferland Run - 45.07
- 2004:  Goes - 45.16

### 10 Eng. mijl
- 2006:  Dam tot Damloop - 45.54,8

### halve marathon
- 2005:  halve marathon van Udine - 1:01.32
- 2006:  halve marathon van Bremerhaven - 1:08.03
- 2007:  City-Pier-City Loop - 1:00.16,8
- 2007:  halve marathon van Paderborn - 1:03.57
- 2007: 4e halve marathon van Lissabon - 1:02.11
- 2008:  halve marathon van Klagenfurt - 1:00.59
- 2010:  halve marathon van Lissabon - 1:01.47

### 25 km
- 2005: 5e 25 km van Berlijn - 1:14.20

### marathon
- 2006: 8e marathon van Parijs - 2:10.40
- 2006: 7e marathon van Amsterdam - 2:12.33,2
- 2007: 13e marathon van Rotterdam - 2:18.20,0
- 2007: 11e marathon van Amsterdam - 2:09.48,3
- 2008: 4e marathon van Seoel - 2:08.30
- 2008: 10e marathon van Berlijn - 2:14.29,8
- 2009: 8e marathon van Rome - 2:11.13
- 2009:  marathon van Berlijn - 2:07.04
- 2010: 6e marathon van Rotterdam - 2:08.53
- 2010: 18e marathon van Frankfurt - 2:13.59
- 2011:  marathon van Madrid - 2:11.50
- 2011:  marathon van Peking - 2:09.00
- 2012: 16e marathon van Parijs - 2:12.49
- 2012: 8e marathon van Peking - 2:14.15
- 2013:  marathon van Madrid - 2:10.37
- 2013: 14e marathon van Eindhoven - 2:18.24
- 2014:  marathon van Milaan - 2:08.53
- 2014:  marathon van Valencia - 2:09.22
- 2015: 18e marathon van Seoel - 2:19.55

### veldlopen
- 2001:  Warandeloop - 29.05